# Midnight Sun
『Midnight Sun』（ミッドナイトサン）は、有那寿実による日本のBL漫画作品。隔月刊雑誌『Chara』（徳間書店）にて、1996年から連載されたが、2008年から連載を休止している。単行本は6巻まで発行されている。

## あらすじ
賞金稼ぎという裏の顔を持つ高校生・四刀輝彰は、とある賞金首を狙っていた。
標的を模索する中、同じ城和高校に通う謎の美少年・綾辻薫と出逢う。

## 登場人物

### 賞金稼ぎ
四刀輝彰（しとう てるあき）
高校2年生、コードネームは「AKIRA Jr.」で、武器は投げられる物。賞金稼ぎ歴3年（ブランクは7年間）、上京したのを機に活動を再開した。
陽気で人当たりが良く真っ直ぐでお調子者な反面、短気で熱く行動・言動共に余計な所がある。また、同情しやすい。両親は既に故人であり、7年間祖母の下で暮らしていた。拳銃に対してトラウマを持っている（昔よりは克服している模様）。
薫と知り合って以来、気に掛け一方的に友達として慣れ合う内に自然と惹かれていく。行仁に警戒心を持ちつつも認識が甘くなることが度々ある。
綾辻薫（あやつじ かおる）
高校1年生、コードネームは「K」で、武器は鞭。賞金獲得総額ランキング第2位の実力を持つ凄腕で、500万円以上の賞金にしか手を出さないらしい。
クールで、人形の様な美少年。普段は品行方正に振る舞っている反面、輝彰には冷たく口が悪く融通が利かない。輝彰が慣れ合ってくることを嫌いつつも、無自覚に惹かれている。
高層マンションで一人暮らし。両親とは不仲らしく父親には逆らえない。
紀ノ伊行仁（きのい ゆきひと）
殺し専門の賞金稼ぎで、武器は鞭。薫の双子の弟で、産まれてすぐ養子に出された。冷静沈着で冷徹な性格。
なぜか兄を嫌っており、輝彰との仲を裂こうと企んでいるが、輝彰に好意を抱く。
四刀彰（しとう あきら）
輝彰の父親。コードネームは「AKIRA」で、武器は特別製のトランプ。現在でも賞金獲得総額第1位を保持し続けている。家族を誰よりも大切にしている。子供っぽい所があり、負けず嫌いだが淋しがり屋でもある。
妻の死後、輝彰が賞金稼ぎになったのを機に、同業者から恐れられ「伝説の賞金稼ぎ」と言われるようになった。
横取り屋
横取り専門の賞金稼ぎ、名前・コードネームは不明。ボクサー崩れで、武器は拳。腕に自信があり人を殴ることに躊躇いがなく、殴り殺す事試したっている。輝彰に一枚喰わされて以来、仕返しの機会を狙っている。

### 情報屋・本部
夏木善昭（なつき ぜんしょう）
古びたバーのマスターで、情報屋の老人。通称「善じい」。四刀親子をよく知っている良き理解者で、輝彰を孫の様に可愛がっている。唯一、彰の過去や遺産の行方などの真相を知っている。
マスター
バーのマスターで、殺し専門の情報屋。名前は不明。サングラスを掛けた男性。
ヴァネッサ・オブライエン
賞金稼ぎを纏める本部で指揮を執る責任者。仕事に厳しい女性で、現在と昔では見た目が大分変わっている（らしい）。

### 賞金首
尾形学（おがた まなぶ）
彰を逆恨みしており、現在は殺し専門の賞金首となって逃亡を続けている。

### 親族
四刀奈緒（しとう なお）
輝彰の母親で、彰より年上。優しい反面、怒ると怖いらしい。誰よりも家族の幸せを願っていたが、輝彰を庇って死亡した。
綾辻崇文（あやつじ たかふみ）
薫と行仁の父親で、生物工学者。遺伝子研究の権威でクローンの研究をしている。
人前では人当たりの良い穏やかな人格だが、実際は冷たく厳しい。薫に対しては、特に厳しく多々強要している。
紀ノ伊（きのい）
アメリカから帰国した、綾辻遺伝子工学研究所で主任を務める女性教授。行仁の母親で、薫の秘密に深く関わっている。